# Spierekanaal

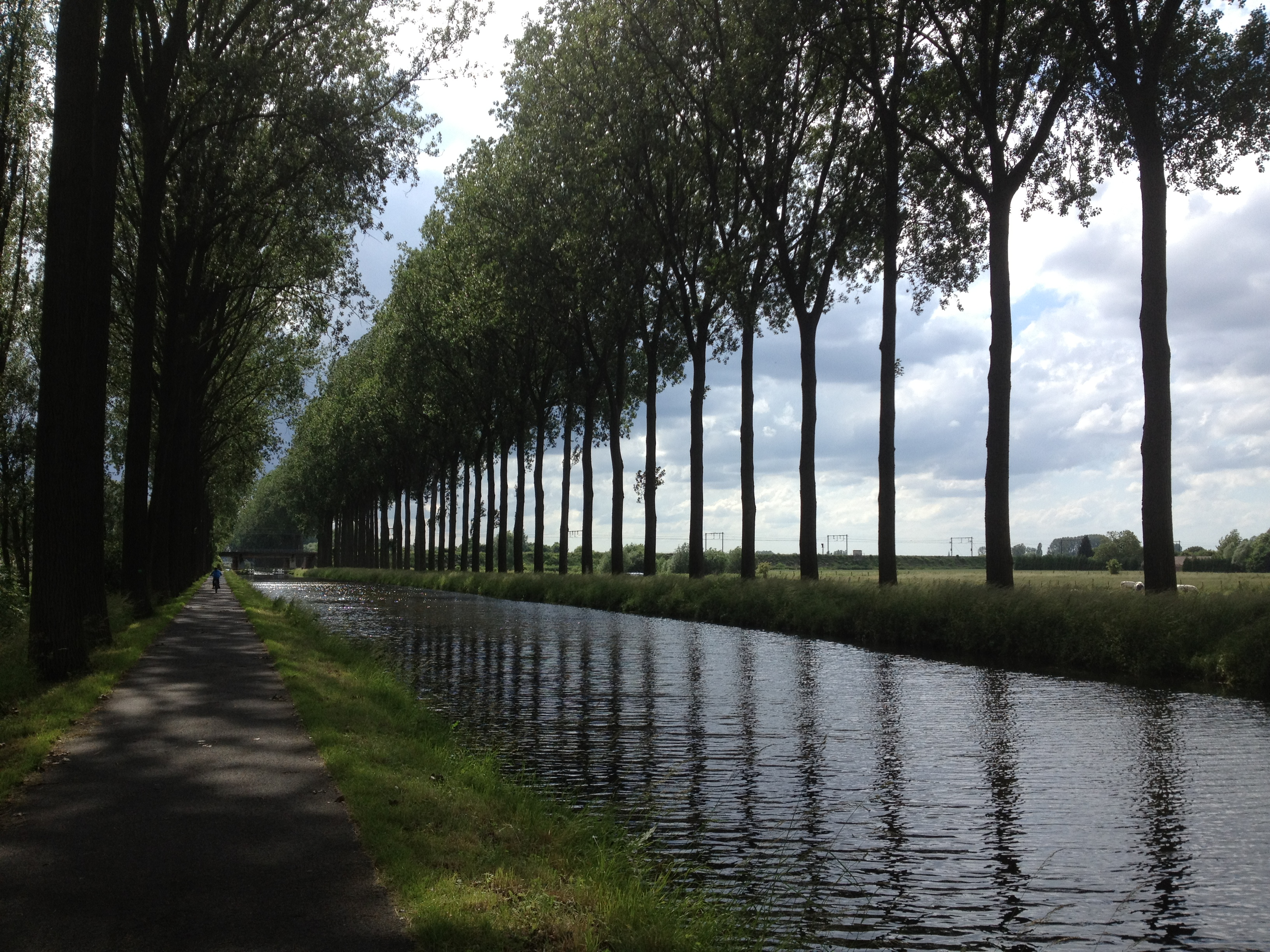
Spierekanaal

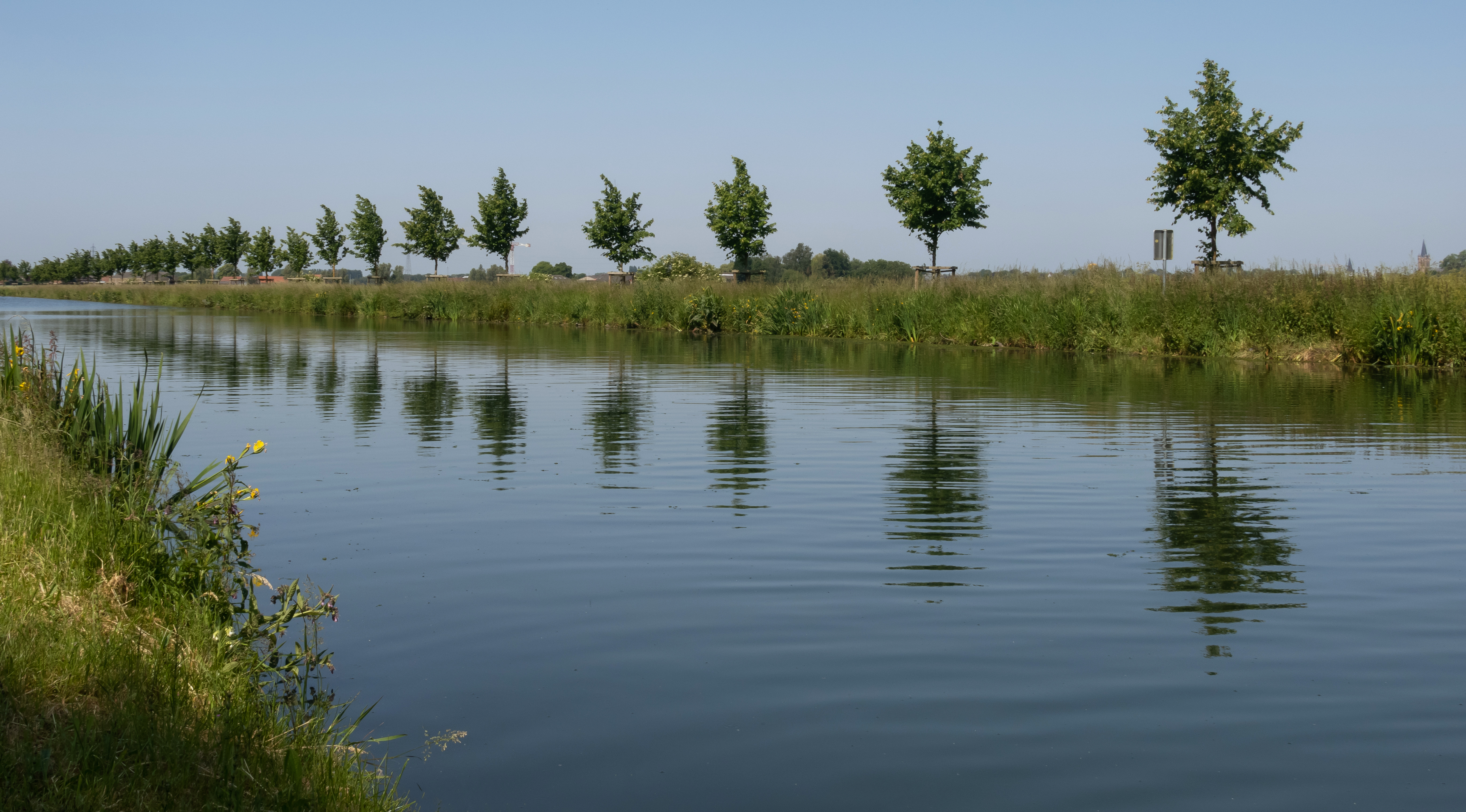
tussen Warcoing en Dottignies, Spierekanaal

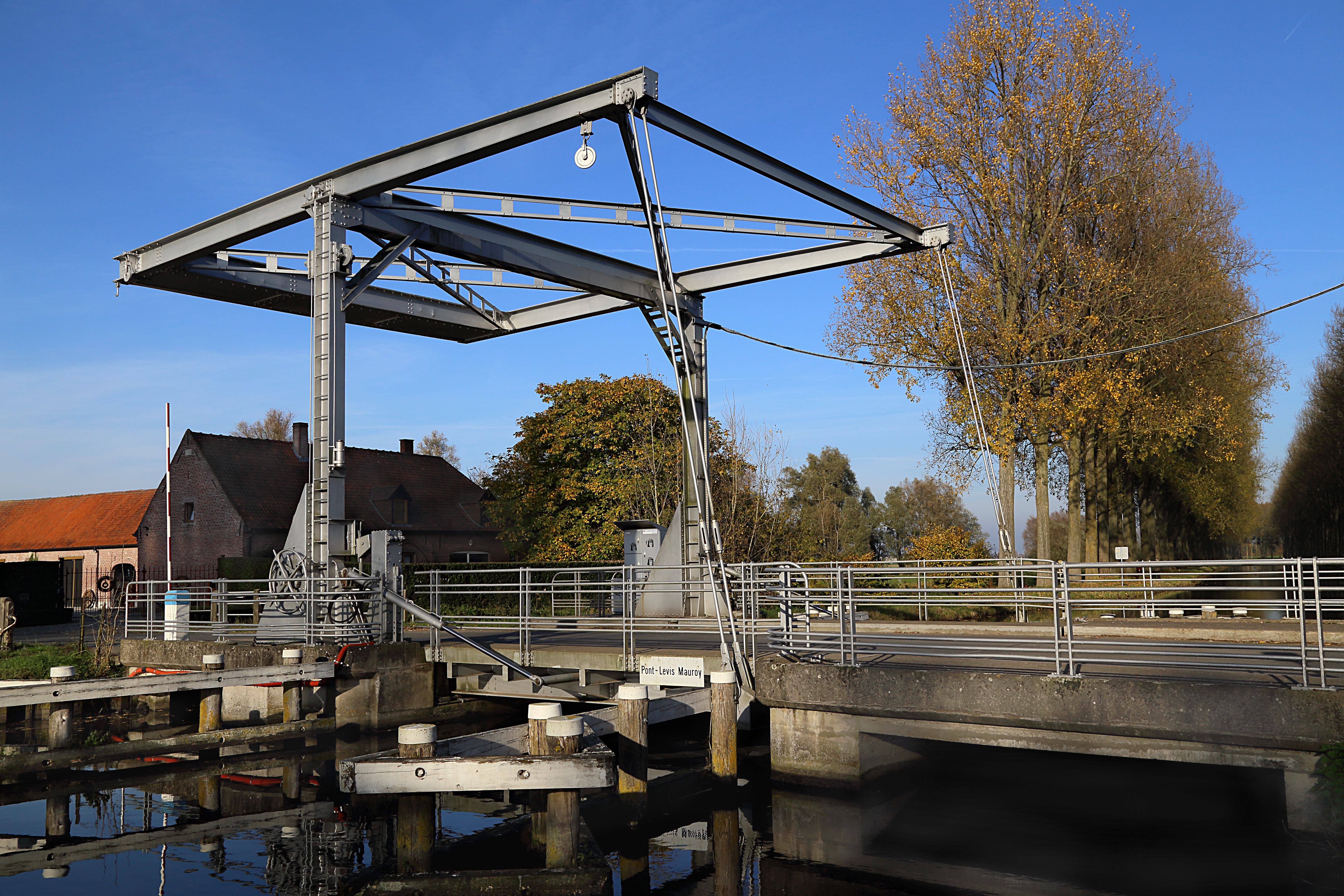
Brug van Mauroy

Het Spierekanaal (Frans: Canal de l'Espierres) is een kanaal in België. Het is 8403 m lang en verbindt de Schelde in Spiere met het Canal de Roubaix in Leers-Nord.
Het kanaal werd van 1839-1843 gegraven in de vallei van de Zwarte Spierebeeke. De werken werden toevertrouwd aan aannemer Jacques Messen die ook al het Canal de Roubaix had gegraven. De bedoeling was om steenkool vanuit het bekken van Bergen naar Noord-Frankrijk te vervoeren. Toen ook in Noord-Frankrijk steenkool werd aangetroffen, verminderde het economisch belang van het kanaal.
Tot 1949 werd het kanaal uitgebaat door een private venootschap, daarna door de Belgische staat. In 1985 werd het kanaal voor de scheepvaart gesloten, omdat de scheepvaart zodanig was verminderd dat onderhoud niet meer rendabel was.
Dit niet zo lange kanaal is een onderdeel van de internationale Schelde-Deuleverbinding, die verder gevormd wordt door het Canal de Roubaix en de gekanaliseerde Marke. Sedert de jaren tachtig van de 20ste eeuw was het voor de handelsvaart in onbruik geraakt. In samenwerking met de Vlaamse, de Franse en de Waalse autoriteiten werd een internationaal restauratieproject Blue Links opgezet dat het kanaal tegen 2008 weer bevaarbaar moest maken. Dit moest leiden tot een stedenbouwkundige en toeristische heropleving van heel de omgeving van het kanaal. Uiteindelijk werd het kanaal in 2011 heropend, zij het uitsluitend voor de pleziervaart.
Sinds 2000 is het deel van het kanaal op Waals grondgebied een beschermde site. Deze bescherming omvat ook de infrastructuur rond het kanaal (de sluizen, de drie metalen bruggen over het kanaal, de jaagpaden en de populieren langs het kanaal.